# Digging to China
Digging to China, conocida en español como Mi amigo Ricky (España) o Cavando hasta China (México), es una película estadounidense de 1997 que marcó el debut como director de Timothy Hutton. Este film, que también supuso el debut en la pantalla de Evan Rachel Wood, se centra en la amistad forjada entre una niña de vívida imaginación y un hombre con discapacidad mental.

## Argumento
Narra la amistad entre Harriet, una niña de nueve años, y Ricky, un adulto con mentalidad de niño. Harriet vive con una hermana con problemas de sobrepeso y con una madre alcohólica, que regenta un motel en el campo. La niña tiene una gran imaginación, pero no tiene a nadie con quien jugar, hasta que un día aparece Ricky y se hacen amigos

## Reparto principal
- Evan Rachel Wood como Harriet Frankovitz.
- Kevin Bacon como Ricky Schroth.
- Mary Stuart Masterson como Gwen Frankovitz.
- Marian Seldes como Leah Schroth.
- Cathy Moriarty como Mrs. Frankovitz.

## Premios
Kevin Bacon fue nombrado Mejor Actor en el Festival de Cine de Giffoni y la película ganó el Premio del Jurado Infantil en el Chicago International Children's Film Festival.[cita requerida]